# کلارو فیر ترید
کلارو فیر ترید (انگلیسی: Claro fair trade) شرکت پوشاک سوئیسی است، که در سال ۱۹۷۷ تأسیس شد.